# Stasimopus coronatus
Espèce
Stasimopus coronatus est une espèce d'araignées mygalomorphes de la famille des Stasimopidae.

## Distribution
Cette espèce est endémique de l'État-Libre en Afrique du Sud,. Elle se rencontre vers Kroonstad.

## Description
La femelle holotype mesure 37 mm.

## Publication originale
- Hewitt, 1915 : Descriptions of new South African Arachnida. Records of the Albany Museum, vol. 3, p. 70-106.